# Mälarbanan

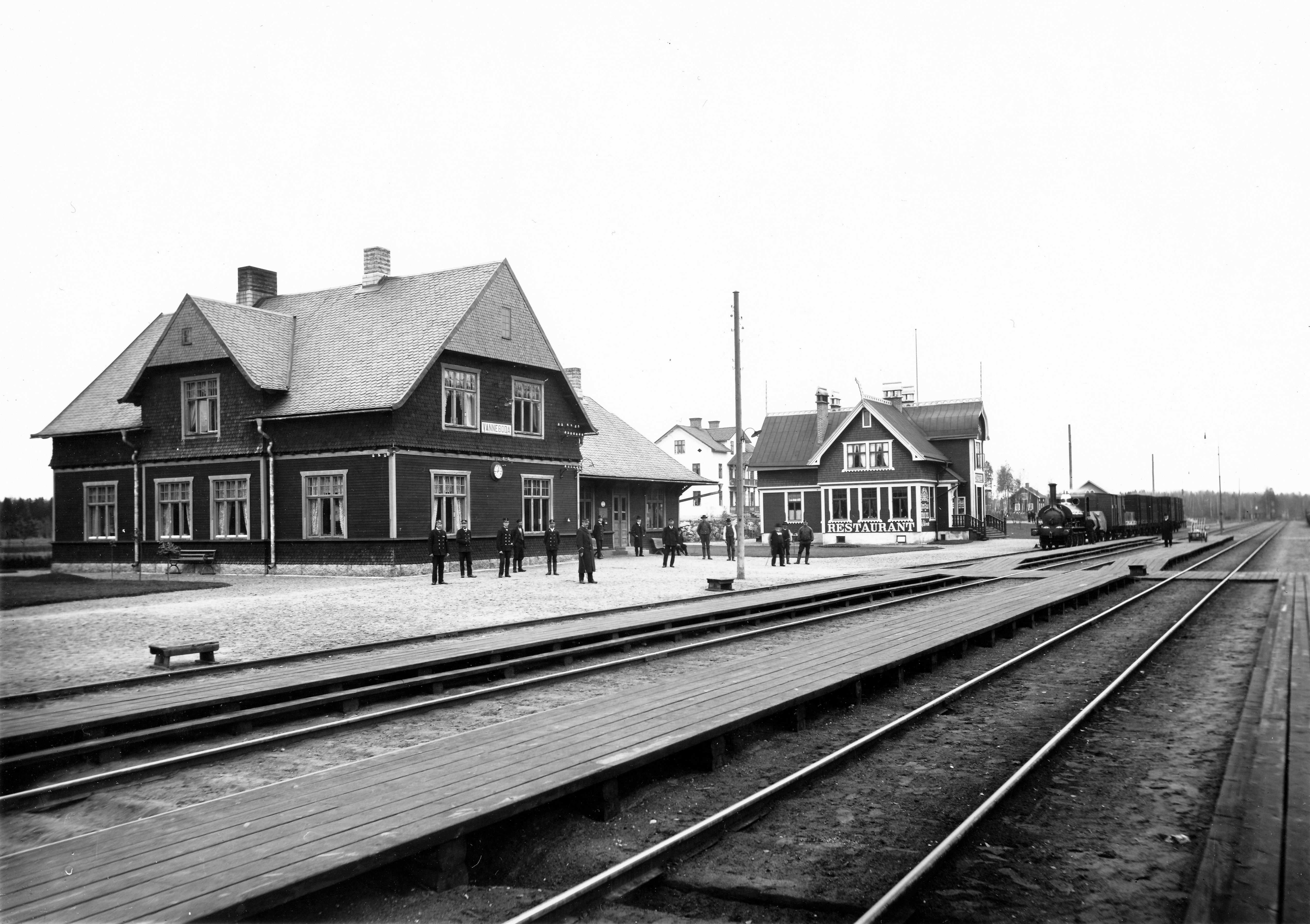
Tratto della ferrovia nel 1900

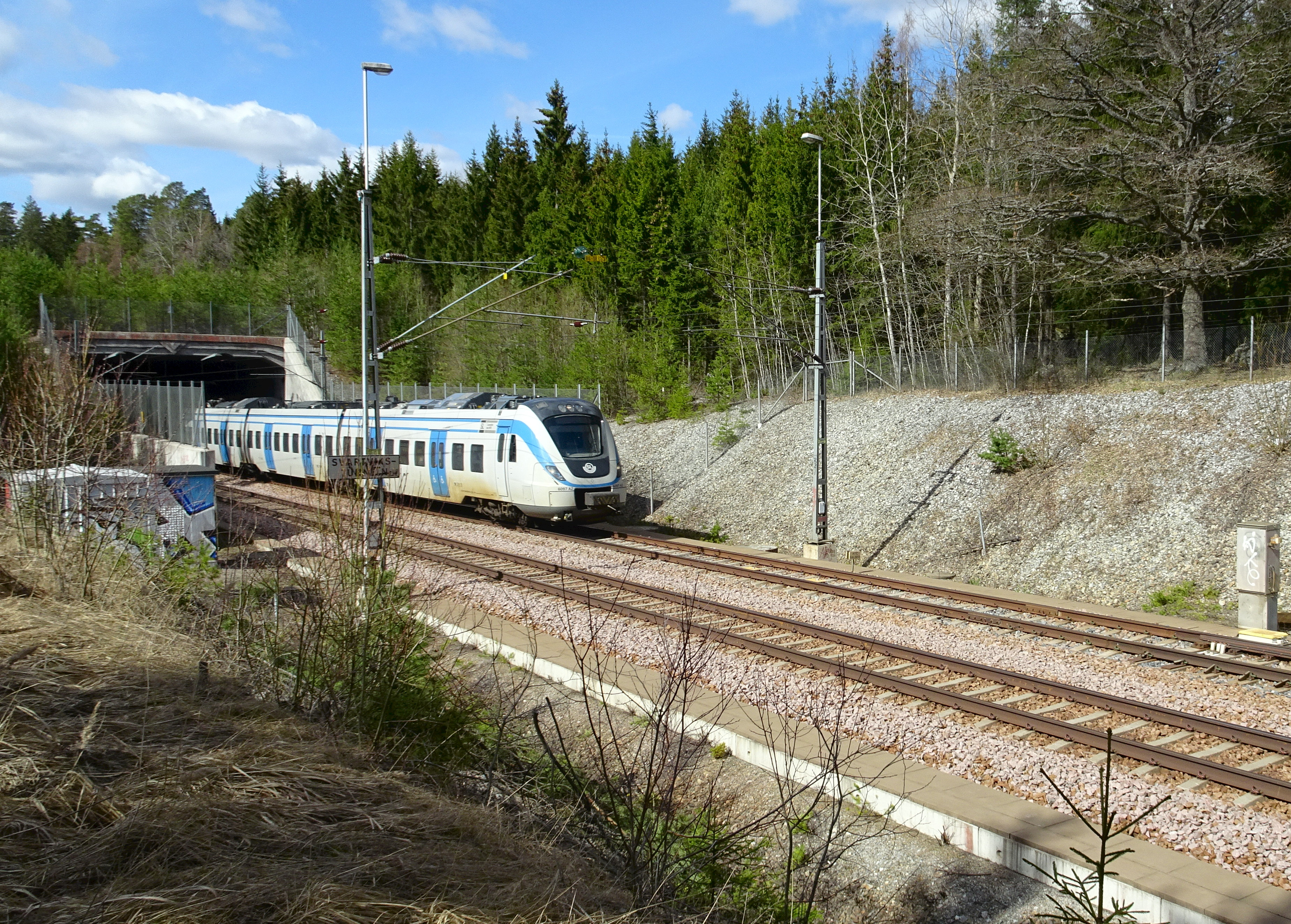
Un tratto della ferrovia nel 2018

La Mälarbanan è una linea ferroviaria che va da Stoccolma, passando per Västerås, a Örebro in Svezia.
La tratta da Stoccolma a Kolbäck e da Valskog a Arboga ha un doppio binario. La linea è stata potenziata con l'arrivo dell'alta velocità nel 2005. La linea è utilizzata principalmente dai treni passeggeri, sebbene sia servita anche da alcuni treni merci.
Prende il nome dal lago Mälaren, situato lungo il bordo settentrionale dove scorre la ferrovia.